# Provincia de Trujillo (España)
Trujillo fue una provincia de la Corona de Castilla y posteriormente de España que se creó en 1528 y se mantuvo como parte integrante de la Extremadura castellana hasta 1653.
Desde 1528, Trujillo fue la única capital del territorio, contando según el Censo de Pecheros de Carlos I, con 48.789 vecinos pecheros (el 6,75 % de la población de la Corona de Castilla). En 1591 el Censo de los Millones reconoce la provincia de Trujillo como una de las provincias de España, a la que pertenecían la mayoría de localidades de la actual Extremadura; el resto estaban en la Provincia de Salamanca y la Provincia de León de la Orden de Santiago. Esta provincia no contaba con derecho a voto en las Cortes de Castilla, dependiendo a nivel administrativo de la de Salamanca. hasta 1653. Ese año las ciudades de Plasencia, Badajoz, Mérida y Trujillo y las villas de Cáceres y Alcántara se unieron para comprar uno de los dos votos disponibles en las Cortes de Castilla por valor de 80 000 ducados. Así, las localidades de la provincia de Trujillo, a las que posteriormente se unirían otras, algunas de la Provincia de León de la Orden de Santiago obtuvieron representación en las Cortes, turnándose personas de las distintas ciudades en el cargo.
En 1810 los invasores franceses dividieron la provincia brevemente en las prefecturas de Cáceres y Mérida, antecedentes de las actuales provincias. En 1822 se produjo la división definitiva en provincia de Cáceres y provincia de Badajoz.